# Aristide Bègue
Aristide Bègue (ur. 16 sierpnia 1994 w Beauvais) – francuski biathlonista, wielokrotny medalista mistrzostw świata juniorów i dwukrotny medalista igrzysk olimpijskich młodzieży.

## Kariera
Po raz pierwszy na arenie międzynarodowej pojawił się w 2012 roku, startując na igrzyskach olimpijskich młodzieży w Innsbrucku. Zdobył tam brązowe medale w sprincie oraz sztafecie mieszanej. W tym samym roku wystąpił na mistrzostwach świata juniorów w Kontiolahti, gdzie zwyciężył w sztafecie i biegu indywidualnym. Podczas rozgrywanych rok później mistrzostw świata juniorów w Obertilliach zwyciężył w biegu indywidualnym, a w sztafecie był trzeci. Następne dwa medale wywalczył na mistrzostwach świata juniorów w Presque Isle w 2014 roku, zajmując drugie miejsce w biegu indywidualnym i sztafecie. Ponadto zwyciężył w biegu indywidualnym, a w sztafecie był trzeci na mistrzostwach świata juniorów w Mińsku w 2015 roku.
W Pucharze Świata zadebiutował 15 grudnia 2016 roku w Novym Měscie, zajmując 61. miejsce w sprincie. Jedyne punkty w zawodach tego cyklu zdobył 14 grudnia 2018 roku w Hochfilzen, kończąc sprint na 40. miejscu.

## Osiągnięcia

### Mistrzostwa świata juniorów
| Rok  | Miejscowość  | Konkurencje | Konkurencje | Konkurencje | Konkurencje | Konkurencje | Konkurencje | Konkurencje |
| Rok  | Miejscowość  | IN          | SP          | PU          | MS          | RL          | MR          | SR          |
| ---- | ------------ | ----------- | ----------- | ----------- | ----------- | ----------- | ----------- | ----------- |
| 2012 | Kontiolahti  | 1.          | 9.          | 9.          | nd.         | 1.          | nd.         | –           |
| 2013 | Obertilliach | 1.          | 6.          | 8.          | nd.         | 3.          | nd.         | –           |
| 2014 | Presque Isle | 2.          | 13.         | 10.         | nd.         | 2.          | nd.         | –           |
| 2015 | Mińsk        | 1.          | 23.         | 22.         | nd.         | 3.          | nd.         | –           |

### Puchar Świata

#### Miejsca w klasyfikacji generalnej
| Sezon     | Miejsce |
| --------- | ------- |
| 2016/2017 | -       |
| 2018/2019 | 99.     |

#### Miejsca na podium chronologicznie
Bègue nigdy nie stanął na podium indywidualnych zawodów PŚ.